# Brașov (županija)
Brașov (IPA: [bra.'ʃov]) (mađ.Brassó) županija nalazi se u središnjoj Rumunjskoj u povjesnoj pokrajini Transilvaniji. Glavni grad županije Brașov je istoimeni grad Brașov.

## Demografija
Po popisu stanovništva iz 2002. godine na prostoru županije Brașov živjelo je 589.028 stanovnika, dok je prosječna gustoća naseljenosti 110 stan/km².
- Rumunji - 87,25%[1]
- Mađari - 9%
- Romi - 3%
- Nijemci - 0,75%

| Godina | Ukupno stanovnika |
| ------ | ----------------- |
| 1948.  | 300.836           |
| 1956.  | 373.941           |
| 1966.  | 442.692           |
| 1977.  | 582.863           |
| 1992.  | 643.261           |
| 2002.  | 589.028           |

### Religija
- pravoslavci 85,4%
- rimokatolici 3,9%
- evangelici 2,6%
- reformatori 2,5%
- unitaristi 1,1%
- grkokatolici 0,8%
- ostali 3,7%

## Zemljopis
Županija Olt ima ukupnu površinu od 5.498 km ².
Županija se nalazi na Karpatima, najveća rijeka u županiji je Olt.

#### Susjedne županije
- Covasa na istoku.
- Sibiu na zapadu.
- Mureș i Harghita na sjeveru.
- Argeș, Dâmbovița i Prahova na jugu.

## Gospodarstvo
Županija Brașov jedna je od najrazvijenijih županija u Rumunjskoj i ima dugu tradiciju u industriji. Tijekom Drugog svjetskog rata borbeni zrakoplovi IAR 80 i Bf109 su izgrađena u Brasovu. Tijekom komunističkog perioda grad je teško industraliziran.  Neke od velikih tvornica su se poslije komunizma uspjele prilagoditi tržišnoj ekonomiji, ali mnoge su i propale ostavljajući za sobom veliku stopu nezaposlenosti. Zbog novih ulaganja uglavnom stranih kompanija ekonomija se uspjela djelomično oporaviti.
Glavne gospodarske grane u županiji su:
- metalurgija,
- kemijska industrija,
- proizvodnja građevinskog materijala
- proizvodnja hrane i pića,

## Administrativna podjela
Županija Brașov podjeljena je na četiri municipije, šest gradova i 48 općina.

### Municipiji
- Brașov - glavni grad; 277.945 stanovnika  (2002.)
- Codlea
- Făgăraș
- Săcele

### Gradovi
- Ghimbav
- Predeal
- Râșnov
- Rupea
- Victoria
- Zărnești

### Općine
- Apața
- Augustin
- Beclean
- Bod
- Bran
- Budila
- Bunești
- Cața
- Cincu
- Comăna
- Cristian
- Crizbav
- Drăguș
- Dumbrăvița
- Feldioara
- Fundata
- Hălchiu
- Hărman
- Hârseni
- Hoghiz
- Holbav
- Homorod
- Jibert
- Lisa
- Mândra
- Măieruș
- Moieciu
- Ormeniș
- Părău
- Poiana Mărului
- Prejmer
- Racoș
- Recea
- Șercaia
- Șinca
- Șinca Nouă
- Sâmbăta de Sus
- Sânpetru
- Șoarș
- Tărlungeni
- Teliu
- Ticușu
- Ucea
- Ungra
- Vama Buzăului
- Viștea
- Voila
- Vulcan

## Vanjske poveznice
- Službena stranica županije  Arhivirana inačica izvorne stranice od 22. listopada 2021. (Wayback Machine)